# Шубенков, Михаил Валерьевич
Шубенко́в, Михаи́л Вале́рьевич (16 апреля 1958, Иркутск) — советский и российский архитектор-градостроитель, доктор архитектуры, профессор, академик РААСН по отделению градостроительства, заведующий кафедрой градостроительства Московского архитектурного института (МАрхИ), член Союза архитекторов России, профессор Пекинского технологического университета.

## Биография
В 1982 году окончил Московский архитектурный институт. 
В 1986 году защитил диссертацию на тему «Структура взаимодействия пространств жилой среды», представленную на соискание учёной степени кандидата архитектуры по научной специальности 18.00.01 — Теория и история архитектуры, реставрация и реконструкция историко-архитектурного наследия. 
23 ноября 2006 года защитил диссертацию на тему «Структура архитектурного пространства», представленную на соискание учёной степени доктора архитектуры по научной специальности 18.00.01 — Теория и история архитектуры, реставрация и реконструкция историко-архитектурного наследия. Работа была выполнена на кафедре градостроительства МАрхИ без научного консультанта. Официальными оппонентами по работе выступили доктор архитектуры, член-корреспондент РААСН Есаулов Георгий Васильевич, доктор архитектуры, профессор Кияненко Константин Васильевич, доктор искусствоведения, профессор Глазычев Вячеслав Леонидович, ведущей организацией — Уральская архитектурно-художественная академия. 
С 1987 года преподаёт в МАрхИ. С 2006 года — профессор кафедры градостроительства, с 2007 года — первый проректор. В настоящее время — проректор по образованию в области градостроительства и урбанистики, заведующий кафедрой градостроительства. 
Помимо научно-педагогической деятельности в МАрхИ работает в РААСН. В 2012 году избран членом-корреспондентом, в 2014 — академиком. С 2014 года занимал должность академика-секретаря отделения градостроительства, с 2019 — вице-президента по направлению «Градостроительство». В настоящее время — вице-президент РААСН по направлению «Градостроительство», член президиума РААСН, член учёного совета РААСН от отделения градостроительства, член учёного совета РААСН по градостроительству, член научного совета РААСН по градостроительной экологии и по историко-теоретическим проблемам архитектуры и градостроительства, член совета по взаимодействию РААСН и образовательных организаций. 
Является членом ряда диссертационных советов, например, диссовета 24.2.329.01 на базе МАрхИ, где представляет научную специальность 2.1.11. Теория и история архитектуры, реставрация и реконструкция историко-архитектурного наследия (архитектура), и диссовета 24.2.339.08 на базе НИУ МГСУ, где представляет научную специальность 2.1.13. Градостроительство, планировка сельских населённых пунктов (технические науки). Под руководством М. В. Шубенкова были защищены 5 кандидатских диссертаций. 
Автор ряда архитектурных проектов, реализованных в Москве, в частности комплекса «Неглинная Plaza» на Трубной площади (совместно с И. Г. Лежавой, Ю. В. Кузиным, Н. Р. Зориной; 2005), а также административно-офисного центра «Русский сахар» на Рождественке.

## Награды
- 2003 — премия А. Э. Гутнова за достижения в области градостроительства[17]
- 2006 — лауреат смотра-конкурса «Золотое сечение»[17]
- 2008 — премия А. Э. Гутнова за достижения в области градостроительства[17]
- нагрудный знак «Почётный работник высшего профессионального образования Российской Федерации»[2]
- золотая медаль им. А. Г. Рочегова (РААСН) — за руководство выпускной квалификационной работой[2][3]
- медаль САР «За преданность содружеству зодчих»[2][3]
- медаль НОПРИЗ[2]
- дипломы РААСН[2]
- дипломы САР[3]
- дипломы МООСАО[3]